# Johnny Vegas
Michael Joseph Pennington (født 5. september 1970), bedre kendt som Johnny Vegas, er en engelsk komiker og skuespiller. Han er kendt for sin korporlige figur, komiske vredesudbrud, surrealistiske humor Lancashire accent og hæse steme.
Hans tv-roller inkluderer Al i reklamer fra ITV Digital og PG Tips, pusheren Moz i BBC komedieserie Ideal, |Geoff Maltby aka "The Oracle" i ITV sitcom Benidorm, og Eric Agnew i BBC's sitcom Still Open All Hours.

## Filmografi

### Film
| År   | Titel                               | Rolle                     | Noter                            |
| ---- | ----------------------------------- | ------------------------- | -------------------------------- |
| 2003 | The Virgin of Liverpool             | Jackie Symes              |                                  |
| 2003 | Cheeky                              | Alf Price                 |                                  |
| 2003 | Blackball                           | Trevor                    |                                  |
| 2004 | Sex Lives of the Potato Men         | Dave                      |                                  |
| 2004 | Reuben Don't Take Your Love to Town | Café owner                | Short                            |
| 2004 | Terkel i Knibe                      | Stewart Stardust (stemme) | Engelsk stemme                   |
| 2004 | The Libertine                       | Sackville                 |                                  |
| 2005 | Blake's Junction 7                  | Blake                     | Short                            |
| 2010 | The Green                           | Dad                       | Short                            |
| 2013 | Blood and Nuts                      | Gordon Bennett            | Short                            |
| 2013 | The Harry Hill Movie                | Abu (stemme)              |                                  |
| 2015 | Dark_Net                            | Alan                      | Short                            |
| 2016 | Grimsby                             | Milky Pimms               | U.S. title: The Brothers Grimsby |
| 2016 | Womble Movie                        | Giro                      |                                  |
| 2017 | Tulip Fever                         | Apothecary                |                                  |
| 2017 | The Drowning of Arthur Braxton      | Arthur Braxton Sr.        |                                  |
| 2018 | Early Man                           | Asbo (stemme)             |                                  |
| 2018 | Eaten by Lions                      | Ray                       |                                  |
| 2019 | Tales from the Lodge                | Russell                   |                                  |
| 2019 | Paul Dood's Deadly Lunchbreak       | Rexsan                    |                                  |

### TV
| År                   | Titel                                | Rolle                                                  | Noter                                                              | Kanal                              |
| -------------------- | ------------------------------------ | ------------------------------------------------------ | ------------------------------------------------------------------ | ---------------------------------- |
| 1996                 | Win, Lose or Draw                    | Himself                                                | Contestant (1 episode)                                             | ITV                                |
| 2001                 | Attention Scum!                      | 24-hour news man                                       | 6 episodes                                                         | BBC Two                            |
| 2001                 | The Weakest Link                     | Himself                                                | Comedians special                                                  | BBC Two                            |
| 2000–2013            | Never Mind the Buzzcocks             | Himself                                                | Guest / Team captain / Host (5 episodes)                           | BBC Two                            |
| 2001–2003            | Happiness                            | Charlie Doyle                                          | 12 episodes                                                        | BBC Two                            |
| 2002                 | Shooting Stars                       | Himself                                                | Regular panellist (19 episodes)                                    | BBC Choice                         |
| 2002                 | Black Books                          | Fran's landlord                                        | Episode: "Fever"                                                   | Channel 4                          |
| 2002                 | Staying Up                           | Frank O'Hanlon                                         | TV film                                                            | BBC Choice                         |
| 2002                 | Tipping the Velvet                   | Gully Sutherland                                       | TV mini-series (1 episode)                                         | BBC Two                            |
| 2003                 | Ed Stone Is Dead                     | Waiter                                                 | Episode: "All You Can Eat"                                         | BBC Choice                         |
| 2003                 | Top Gear                             | Himself                                                | Guest (series 3, episode 8)                                        | BBC Two                            |
| 2005                 | Dead Man Weds                        | Lewis Donat                                            | 6 episodes                                                         | ITV                                |
| 2005                 | 18 Stone of Idiot                    | Himself                                                | Host (6 episodes)                                                  | Channel 4                          |
| 2005                 | Bleak House                          | Krook                                                  | TV mini-series (6 episodes)                                        | BBC One                            |
| 2005                 | ShakespeaRe-Told                     | Nick Bottom                                            | TV mini-series (episode: "A Midsummer Night's Dream")              | BBC One                            |
| 2005–2011            | Ideal                                | Moz / Roger                                            | Regular role (54 episodes)                                         | BBC Three                          |
| 2005–2019            | 8 Out of 10 Cats                     | Himself                                                | Regular panellist (13 episodes)                                    | Channel 4                          |
| 2007–2009, 2015–2017 | Benidorm                             | Geoff Maltby aka "The Oracle"                          | Regular role (34 episodes)                                         | ITV                                |
| 2007–2019            | QI                                   | Himself                                                | Regular panellist (12 episodes)                                    | BBC Four / BBC Two / BBC One       |
| 2008                 | Alan Carr's Celebrity Ding Dong      | Himself                                                | Contestant / Team leader (1 episode)                               | Channel 4                          |
| 2008                 | Massive                              | Tony                                                   | 6 episodes                                                         | BBC Three                          |
| 2009–2018            | The Graham Norton Show               | Himself                                                | Guest (3 episodes)                                                 | BBC One                            |
| 2010                 | Checkov Comedy Shorts                | Tolkachov                                              | Episode: "A Reluctant Tragic Hero"                                 | Sky Arts 2                         |
| 2010                 | Dave's One Night Stand               | Himself                                                | Headline act (1 episode)                                           | Dave                               |
| 2011                 | Show Me the Funny                    | Himself                                                | Guest judge                                                        | ITV                                |
| 2011                 | The Bleak Old Shop of Stuff          | The Artful Codger                                      | Episode: "Christmas Special"                                       | BBC Two                            |
| 2011                 | Little Crackers                      | Kevin                                                  | Episode: "Johnny Vegas's Little Cracker: I Was a Teenage Santa!"   | Sky One                            |
| 2011–2020            | Celebrity Juice                      | Himself                                                | Regular panellist (30 episodes)                                    | ITV2                               |
| 2012                 | The Matt Lucas Awards                | Himself                                                | Guest (1 episode)                                                  | BBC One                            |
| 2012                 | Rude Tube                            | Computer                                               | 2 episodes: "Utter Fails" & "Animal Anarchy"                       | Channel 4 / E4                     |
| 2012                 | The Cow That Almost Missed Christmas | Brian (voice)                                          | TV film                                                            | CBeebies                           |
| 2012                 | Mr Stink                             | Dad (Mr. Croombe)                                      | TV film                                                            | BBC One                            |
| 2012–2014            | A League of Their Own                | Himself                                                | Guest panellist (2 episodes)                                       | Sky One                            |
| 2012–2015            | Moone Boy                            | Crunchie Haystacks                                     | 6 episodes                                                         | Sky One                            |
| 2013                 | Common Ground                        | Rupert                                                 | Episode: "Rupert"                                                  | Sky Atlantic                       |
| 2013                 | It's Kevin                           | Billy Pike                                             | 1 episode                                                          | BBC Two                            |
| 2013                 | Moving On                            | Drive-through burger server / Taxi controller (voices) | Uncredited (2 episodes: "That's Amore" & "Back by Six")            | BBC One                            |
| 2013                 | The Jonathan Ross Show               | Himself                                                | Guest (1 episode)                                                  | ITV                                |
| 2013–2014            | Have I Got News for You              | Himself                                                | Guest (2 episodes)                                                 | BBC One                            |
| 2013–2018            | Sunday Brunch                        | Himself                                                | Guest / Presenter (7 episodes)                                     | Channel 4                          |
| 2013–2019            | Still Open All Hours                 | Wet Eric Agnew                                         | Regular role (40 episodes)                                         | BBC One                            |
| 2014                 | Warren United                        | Fat Baz (voice)                                        | 6 episodes                                                         | ITV4                               |
| 2014                 | All Star Mr & Mrs                    | Himself                                                | Contestant (with wife Maia Dunphy; 1 episode)                      | ITV                                |
| 2014                 | Secrets from the Clink               | Himself                                                | Participant                                                        | ITV                                |
| 2014                 | Crackanory                           | Himself                                                | Host / Presenter (1 episode: "Self Storage & the Obituary Writer") | Dave                               |
| 2014                 | Psychobitches                        | Salome                                                 | TV mini-series (1 episode)                                         | Sky Arts                           |
| 2014–2015            | Celebrity Fifteen to One             | Himself                                                | Guest (2 episodes)                                                 | Channel 4                          |
| 2014–2016            | Duck Quacks Don't Echo               | Himself                                                | Panellist (3 episodes)                                             | Sky One                            |
| 2015                 | Travel Guides                        | Himself                                                | Narrator (4 episodes)                                              | ITV                                |
| 2015                 | House of Fools                       | Bradford butcher                                       | Episode: "The Botox Affair"                                        | BBC Two                            |
| 2015                 | Brilliantman!                        | Mrs. Wardale                                           | TV short                                                           | Sky Arts                           |
| 2015                 | The Jonathan Ross Show               | Himself                                                | Guest (1 episode)                                                  | ITV                                |
| 2015–2016            | Drunk History                        | Vicar Andrew / Baby Jesus                              | 2 episodes                                                         | Comedy Central                     |
| 2015–2016            | Alan Davies: As Yet Untitled         | Himself                                                | Guest (2 episodes)                                                 | Dave                               |
| 2015–2019            | Through the Keyhole                  | Himself                                                | Celebrity panellist (3 episodes)                                   | ITV                                |
| 2015–2019            | 8 Out of 10 Cats Does Countdown      | Himself                                                | Contestant / Team captain (12 episodes)                            | Channel 4                          |
| 2015–2019            | The Last Leg                         | Himself                                                | Guest (12 episodes)                                                | Channel 4                          |
| 2016                 | The Comedy Strip Presents... Red Top | Johnny                                                 | TV film                                                            | Gold                               |
| 2016                 | Neil Galman's Likely Stories         | Daniel                                                 | TV mini-series (episode: "Closing Time")                           | Sky Arts                           |
| 2016                 | Lip Sync Battle UK                   | Himself                                                | Contestant (episode: "Jonny Vegas vs. Vic Reeves")                 | Channel 5                          |
| 2016                 | Drive                                | Himself                                                | Contestant; finished in fourth place                               | ITV                                |
| 2016                 | Travel Man                           | Himself                                                | Guest (episode: "48 Hours in Dubai")                               | Channel 4                          |
| 2016                 | Celebrity Storage Hunters            | Himself                                                | Main buyer (episode: "Banbury")                                    | Dave                               |
| 2016                 | Tipping Point: Lucky Stars           | Himself                                                | Contestant (1 episode)                                             | ITV                                |
| 2016                 | Alan Carr's 12 Stars of Christmas    | Himself                                                | Guest                                                              | Channel 4                          |
| 2016–2017            | The Funny Thing About...             | Himself                                                | Presenter (6 episodes)                                             | Channel 5                          |
| 2016–2018            | Home from Home                       | Neil Hackett                                           | Regular role (7 episodes)                                          | BBC Two (pilot) / BBC One (series) |
| 2017                 | The 2,000,000 Calorie Buffet         | Himself                                                | Narrator, TV film documentary                                      | Channel 4                          |
| 2017                 | The Great Pottery Throw Down         | Himself                                                | 1 episode                                                          | BBC Two                            |
| 2017                 | Red Dwarf                            | Crit Cop                                               | Episode: "Timewave"                                                | Dave                               |
| 2017                 | Murder on the Blackpool Express      | Terry                                                  | TV film                                                            | Gold                               |
| 2018                 | Death on the Tyne                    | Terry                                                  | TV film                                                            | Gold                               |
| 2018                 | The Queen and I                      | Spiggy                                                 | TV film                                                            | Sky One                            |
| 2019                 | Celebrity Catchphrase                | Himself                                                | Contestant (1 episode)                                             | ITV                                |
| 2019                 | All Round to Mrs. Brown's            | Himself                                                | Guest (1 episode)                                                  | BBC One                            |
| 2019                 | Good Omens                           | Ron Ormorod                                            | TV mini-series (episode: "The Doomsday Option")                    | Prime Video                        |
| 2019                 | Dial M for Middlesbrough             | Terry                                                  | TV film                                                            | Gold                               |
| 2019                 | The Rubbish World of Dave Spud       | Dave Spud                                              | Voice role (26 episodes)                                           | CITV                               |
| 2020                 | Meet the Richardsons                 | Himself                                                | 3 episodes                                                         | Dave                               |
| 2020                 | Celebrity Gogglebox                  | Himself                                                |                                                                    | Channel 4                          |
| 2020                 | Taskmaster                           | Himself                                                | Contestant                                                         | Channel 4                          |

### Radio
| År   | Titel                                | Rolle          |
| ---- | ------------------------------------ | -------------- |
| 2008 | The Ragged Trousered Philanthropists | Easton         |
| 2010 | Chequebook & Pen                     | Les Dawson     |
| 2012 | Diary of a Nobody                    | Charles Pooter |